# Sjeverna Hercegovina
Apsolutna etnička većina:
██ Hrvati
██ Bošnjaci
██ Srbi
Relativna etnička većina:
██ Hrvati
██ Bošnjaci
██ Srbi
- naselja bez stanovnika označena su bijelom bojom

Sjeverna Hercegovina ili Gornja Hercegovina je mikroregija u Hercegovini. Teritorij ove regije predstavljaju jablanička, prozorsko-ramska, te konjička područja, koja se nalaze u sastavu Hercegovačko-neretvanske županije. Po vegetaciji ova se mikroregija razlikuje od ostatka Hercegovine jer je klima hladnija, tj. klima je umjerena kontinentalna, u odnosu na ostatak Hercegovine gdje je klima tipična mediteranska i submediteranska. Golog krša ima puno manje nego npr. u Istočnoj Hercegovini. Centar ove mikroregije je Konjic, a općina Konjic je ujedno i najveća u državi. Ostala dva urbana centra su Prozor-Rama i Jablanica. Gornja Hercegovina iznimno je bogata vodom, a osobito se na tom području ističu rijeke Neretva i Rama te Jablaničko i Ramsko jezero.

## Zemljopis

### Planine
| Planina      | Nadm. visina | Nalazi se na teritoriju općine    |
| ------------ | ------------ | --------------------------------- |
| Čvrsnica     | 2228 m       | Posušje, Jablanica                |
| Prenj        | 2103 m       | Mostar, Jablanica i Konjic        |
| Vran         | 2074 m       | Tomislavgrad i Jablanica          |
| Visočica     | 1967 m       | Konjic                            |
| Raduša       | 1956 m       | Prozor-Rama                       |
| Lovnica      | 1856 m       | Konjic                            |
| Ljubuša      | 1797 m       | Tomislavgrad, Prozor-Rama, Kupres |
| Bitovnja     | 1700 m       | Konjic, Kreševo                   |
| Ivan planina | 1534 m       | Hadžići, Konjic, Kreševo          |
| Baćina       | 1530 m       | Prozor-Rama                       |

### Rijeke
- Neretva
- Rama
- Gračanica
- Volujak
- Neretvica
- Doljanka

### Jezera
| Jezero            | Nalazi se na teritoriju općine | km²  | Nadm. visina | Dubina |
| ----------------- | ------------------------------ | ---- | ------------ | ------ |
| Boračko jezero    | Konjic                         | 0,26 | 402          | 17,1   |
| Jablaničko jezero | Jablanica, Konjic, Prozor-Rama | 13,3 | 270          | 70     |
| Ramsko jezero     | Prozor-Rama                    | 15,3 | 595          |        |

## Stanovništvo
Prema rezultatima popisa stanovništva na području Sjeverne Hercegovine, na tom području živi 49.539 stanovnika.[U članku ne navodi ovu brojku.]